# Corinne Windler
Corinne Windler (* 1974 in Biel) ist eine Schweizer Jazzmusikerin (Alt- und Baritonsaxophon, auch Bassklarinette, Schlagzeug, Komposition).

## Leben und Wirken
Windler begann bereits als Kind, auf dem Schlagzeug zu spielen; dann lernte sie Gitarre, bevor sie schließlich zum Saxophon wechselte. Nach einer kaufmännischen Lehre und mehrjähriger Anstellung absolvierte sie den Vorkurs und alle weiteren Berufsschuljahre an der Musikhochschule Luzern. Als Saxophonistin schloss sie ihr Studium im Sommer 2005 ab.
Windler spielte in Gruppen wie Twelve o'Clock Tales, Antiseppic, Horch-X-tra. Moetzgroup Extended und in transition. Sie gründete die Frauenformation X-elle, für die sie komponierte und mit der sie zwei Alben vorgelegte. Nach Aufenthalten in Amsterdam und Chicago spielt sie Schlagzeug bei Laborchestra, Adaya und Sistermoon. Als Saxofonistin ist sie mit ihrem Quartett Windler 4 und der Matt Stämpfli Bigband unterwegs.
Zusammen mit der Sängerin Isa Wiss gewann Windler den Kunstpreis der Stadt Luzern. Weiterhin leitet sie seit Jahren die Bigband Jazz On der Musique des Jeunes de Bienne. Ebenfalls unterrichtet sie Saxophon an verschiedenen Musikschulen und leitet Workshops zum Thema Nachwuchsförderung für junge Frauen im Jazz an der Musikhochschule in Luzern. Im Team leitet sie die Musikschule Rottal.

## Diskographische Hinweise
- X-Elle: You Better Get Up (Altrisuoni 2009, mit Nina Gutknecht, Céline Clénin, Katrin Marti, Andrea Isenegger, Fabienne Ambühl, Martina Berther, Valeria Zangger)
- X-Elle: In the Box (2012)
- Bigmatt Bigband live! (2014)